# Ромела Бегај
Ромела Бегај (алб. Romela Begaj, Тирана 2. новембар 1981) је албанска такмичарка у дизању тегова у тежинској категорији до 58 кг. Члан је клуба Партизан из Тиране, а тренер јој је Хектор Шакири. 

## Спортска каријера
Ромела Бегај је учествовала на Олимпијским играма у 2008. у Пекингу, где је у категорији до 58 кг са укупним резултатом од 216 кг освојила шесто место. У истој дисциплини четири године касније у Лондону је била једанаеста.
На европским првенствима је освојила четири медаље: сребрна је била 2008. у Лињано Сабијадору, 2010. у Минску и 2012. у Анталији, а бронзана 2009. у Букурешту. 
Године 2011. у Паризу је учествовала на Светском првенству и била је 8. на свету.